# Quanta, quanta guerra...
Quanta, quanta guerra... és una novel·la de l'escriptora Mercè Rodoreda i Gurguí publicada l'any 1980.
Fou escrita durant la seva estada a casa de la seva amiga Carme Manrubia a Romanyà de la Selva. Aquest llibre juntament amb Viatges a uns quants pobles —part del llibre Viatges i flors— li permeteren guanyar l'any 1980 el Premi Ciutat de Barcelona. Rebé també el Premi Crítica Serra d'Or de l'any 80.
Segons explica Mercè Rodoreda al pròleg del llibre, el títol original havia de ser El soldat i les roses i el protagonista de l'obra Manuel; tanmateix, aquesta idea canvià; Manuel es transformà en Adrià Guinart. També ens confessa Rodoreda que en Quanta, Quanta, guerra... de batalles de guerres en si, no n'hi ha cap. La idea és que volia fer el mateix que en l'obra El manuscrit de Saragossa de Jan Potocki, un llibre en què Saragossa tampoc hi apareix.

| «                                          | Me'n vaig anar de casa per veure pobles, per conèixer gent i perquè la meva mare m'havia avorrit... i res no hauria pogut aturar-me. I també per anar a fer la guerra; tot i que l'he vista de la vora no puc dir que l'hagi viscuda perquè tant com he pogut n'he anat fugint. | » |
| — Mercè Rodoreda, Quanta, quanta guerra... | |   |

## Argument
Adrià Guinart és un noi de quinze anys que, cansat de la seva inexperiència en la vida i per anhel de llibertat, decideix anar al front amb un amic de la infància juntament amb altres companys. Allí torna a fugir quan li ho proposen i viu tot un seguit d'aventures amb persones desconegudes per pobles i boscos.

## Adaptacions

### Adaptació teatral
Quanta, quanta guerra... fou duta als escenaris per la companyia Farrés Brothers i cia, essent-ne la primera adaptació teatral d'aquesta novel·la rodorediana. L'espectacle tingué la intenció de connectar amb el públic jove, però «sense caure en estereotips» i sent de «temàtica universal». Fou protagonitzada per Biel Rossell i Biel Serena (músic en directe del muntatge) i dirigida per Pep Farrés. Es va estrenar el juliol de 2021.